# NGC 2375
NGC 2375 ist eine Balken-Spiralgalaxie vom Hubble-Typ SBb im Sternbild Zwillinge auf der Ekliptik. Sie ist schätzungsweise 350 Millionen Lichtjahre von der Milchstraße entfernt und hat einen Durchmesser von etwa 135.000 Lichtjahren.  

Im selben Himmelsareal befinden sich die Galaxien NGC 2373, NGC 2379, NGC 2385, NGC 2388.
Das Objekt wurde am 20. Februar 1849 von George Johnstone Stoney entdeckt.